# Paolo Bolognesi
Paolo Bolognesi (Monghidoro, 19 novembre 1944) è un politico e scrittore italiano, presidente dell'associazione dei familiari delle vittime della strage di Bologna del 2 agosto 1980.

## Biografia
È succeduto nel 1996 a Torquato Secci alla presidenza dell'associazione. Nel 2008 è uscito il suo primo romanzo per Minerva dal titolo Passato imperfetto, scritto a sei mani con Elena Invernizzi e Stefano Paolocci, finalista del Premio Fedeli 2008. Nel 2009 è uscito Ordine dal caos, il secondo romanzo giallo della serie L'ombra della chimera.

## Attività politica
Nel dicembre 2012 Bolognesi si candida alle primarie del Partito Democratico, in provincia di Bologna, indette per eleggere i candidati del partito al Parlamento italiano in vista delle elezioni politiche del 2013, le primarie si sono svolte il 30 dicembre 2012 e Bolognesi ha ottenuto 4.392 preferenze posizionandosi all'ottavo posto su quattordici candidati. L'8 gennaio 2013 la direzione nazionale del PD candida Bolognesi alla Camera dei deputati nella posizione numero ventitré della lista PD nella circoscrizione Emilia-Romagna. Il 24 e 25 febbraio 2013, Bolognesi viene eletto alla Camera dei deputati. Rimane in carica per la XVII legislatura, fino al marzo 2018.

## Opere

### SerieL'ombra della Chimera
- 2008 – Passato Imperfetto (con Elena Invernizzi e Stefano Paolocci), Minerva Edizioni (ISBN 978-88-7381-209-8)
- 2009 – Ordine dal Caos (con Elena Invernizzi e Stefano Paolocci), Minerva Edizioni (ISBN 978-88-7381-252-4)

### Saggi
- Andrea Paolella, Paolo Bolognesi, Roberto Roversi, Gianni D'Elia e Carlo Lucarelli, La strage dei trent'anni: un racconto per immagini, Bologna, Clueb, 2010, ISBN 978-88-491-3460-5.
- Paolo Bolognesi e Roberto Scardova, Stragi e mandanti: sono veramente ignoti gli ispiratori dell'eccidio del 2 agosto 1980 alla stazione di Bologna?, introduzione di Claudio Nunziata, Reggio Emilia, Aliberti, 2012, ISBN 978-88-7424-932-9.
- Andrea Speranzoni, Paolo Bolognesi, Pasolini un omicidio politico, prefazione di Carlo Lucarelli, Castelvecchi, 2017, ISBN 978-88-3282-146-8.